# 小菅城
小菅城（こすげじょう）は、備中国荏原郷（岡山県井原市西江原町賀山）にあった日本の城。鎌倉時代に荏原那須氏（備中那須氏）が居城とした。

## 沿革
那須与一は屋島の戦いにおいて扇の的を射落とした功の恩賞として備中国荏原郷を与えられたとされる。与一は荏原郷に入ることなく山城国で亡くなり、代わりに弟の那須宗晴が下向して小菅城を築城したと伝わる。宗晴は小菅城を築城したのち本貫である下野国に戻ったが、那須頼資の三男朝資が小菅城に入って荏原三郎朝資と名乗り、以後荏原那須氏の居城とした。井原市青野町1705には市指定有形文化財の「伝那須一族の墓」があり、宝篋印塔と五輪塔が遺されている。
のちに那須弘隆の次男光隆が中堀城を築き、弘隆の長男資泰もそちらへ移ると小菅城は廃城となったという。
現在では小菅城址の碑が置かれているものの、礎石なども見当たらず木が生い茂るばかりとなっている。

## ギャラリー
- 小菅城跡への登り口に設けられた案内板
- 小菅城本丸
- 二の丸跡。右側木立の裏側に袖神稲荷大明神が鎮座する
- 二の丸跡に鎮座する袖神稲荷大明神